# Mega Man X: Command Mission
Mega Man X: Command Mission es un videojuego de la serie Mega Man X. Se trata del RPG (juego de rol) de esta saga. Fue publicado para PlayStation 2 y Nintendo GameCube. En este juego hacen su aparición nuevos personajes cuyos nombres son: Spider, Massimo, Marino, Cinnamon, entre otros.
El juego podría decirse que sigue el clásico estilo de los juegos RPG, aquí uno puede controlar a X, Zero y Axl por turnos y también en las batallas uno puede cambiar de personaje para jugar. El traje de X fue cambiado en su apariencia ya que cuando camina le sale una capa roja por detrás.
Fue el penúltimo juego de la saga Mega Man X en salir (el último fue Mega Man X8), pero cronológicamente es el último juego de la saga ya que se desarrolla en el siglo 22XX, a diferencia de los anteriores que se desarrollaban en el 21XX.

## Historia
La historia tiene lugar en el año 22XX. Epsilón, el comandante de la rebelión, pretende hacerse con el poder haciendo uso de los ForceMetal (metales raros hallados en los meteoritos que fortalecen a los reploides).
Para detener a los rebeldes X y Zero son enviados a la zona de acción por el comandante Redips, con las órdenes expresas de detener a Epsilon y tomar los ForceMetal que ahora tiene en su poder para evitar la catástrofe.
X, Zero y su compañero de turno, Shadow, se dirigen hacia GiGa City para detener a la rebelión pero en medio de la misión son traicionados por Shadow quien se unió a Epsilon, son emboscados y Zero queda inconsciente mientras X sin mayor alternativa salta desde el edificio y al caer también pierde la conciencia.
Cuando X despierta se encuentra en la base de "La Resistencia", el grupo de reploides que intenta batallar contra los rebeldes, ellos lo curan y él decide unirse a su pequeña armada y terminar con la misión principal.
En la base de La Resistencia X conoce al líder, el jefe R.
Así empieza su combate contra los Mavericks de Epsilon y va conociendo a sus nuevos aliados (Steel Massimo,Spider,Marino y Cinammon), además de reencontrarse con sus dos viejos amigos, Axl y Zero, quedando así el equipo finalmente conformado por 6 personajes.
Durante la historia su compañero Axl va a Giga City porque escucha que puede encontrar alguna información sobre su habilidad de copiar reploids, mientras Zero viaja solo se reencuentra con X al final de una misión, Zero al comienzo rehúsa a unirse con X porque siente desconfianza ya que Shadow los traicionó al comienzo de la misión en Giga City, después Zero se une a la batalla con X cuando Spider se defiende a Zero de Shadow. El equipo de X enfrenta a Epsilon y Rebelion Army. Finalmente X los derrota, pero se revela que Epsilon no era un Maverick, sino que fue un complot armado por Redips, quien era un reploid de nueva generación que podía copiar reploids y se hizo pasar por Spider, para obtener el supra-force Metal (versión comprimida de force metal), que era mucho más potente que el común y lo utiliza para obtener terribles habilidades, pero es derrotado por X y su equipo. En el final,uno de los reploids (Ferham) de Epsilon que enfrentó X, se sacrifica para destruir lo último de supra-force metal. Tras el incidente, X hace un reporte donde retira a Epsilon de la categoría maverick (aunque el mismo ya murió) e informa que Redips fue el verdadero maverick detrás de todo.